# Uncle Meat
Uncle Meat album je Frank Zappe i grupe The Mothers of Invention koji izlazi u lipnju 1969.g. Na albumu se nalazi glazba koja je bila snimana za istoimeni film koji nikada nije objavljen. Zappa je skladbe pisao u studiju. Dok je ekipa snimala jedan dio, Zappa je drugi pisao u kontrolnoj sobi. U studiju im se pridružuju Ruth Komnoff (marimbas i vibrator) i Neloy Watker (sopran-saksofon) ali odlaze iz sastava odmah po završetku snimanja. 1969.g. album izlazi kao dvostruko vinly izdanje i na njemu se nalazi ukupno 28 skladbi, isti izlazi u reizdanju godine 1987. kao dvostruki CD, na kojemu se nalazi nekoliko novih skladbi.

## Popis pjesama
Sve pjesme napisao je Frank Zappa, osim gdje je drugačije naznačeno.

### Vinyl izdanje

#### Strana prva
1. "Uncle Meat: Main Title Theme" – 1:56
2. "The Voice of Cheese" – 0:26
3. "Nine Types of Industrial Pollution" – 6:00
4. "Zolar Czakl" – 0:54
5. "Dog Breath, in the Year of the Plague" – 3:59
6. "The Legend of the Golden Arches" – 3:28
7. "Louie Louie (At the Royal Albert Hall in London)" (Richard Berry) – 2:19
8. "The Dog Breath Variations" – 1:48

#### Strana druga
1. "Sleeping in a Jar" – 0:50
2. "Our Bizarre Relationship" – 1:05
3. "The Uncle Meat Variations" – 4:46
4. "Electric Aunt Jemima" – 1:46
5. "Prelude to King Kong" – 3:38
6. "God Bless America" (Irving Berlin) – 1:10
7. "A Pound for a Brown on the Bus" – 1:29
8. "Ian Underwood Whips It Out" – 5:05

#### Strana treća
1. "Mr. Green Genes" – 3:14
2. "We Can Shoot You" – 2:03
3. "If We'd All Been Living in California..." – 1:14
4. "The Air" – 2:57
5. "Project X" – 4:48
6. "Cruisin' for Burgers" – 2:18

#### Strana četvrta
1. "King Kong Itself (snimljeno u Mothers studiju)" – 0:49
2. "King Kong II (interpretirano od Dom DeWild)" – 1:21
3. "King Kong III (objašnjenja od Motorhead)" – 1:44
4. "King Kong IV (the Gardner Varieties)" – 6:17
5. "King Kong V" – 0:34
6. "King Kong VI" – 7:24

### CD izdanje

#### Disk prvi
1. "Uncle Meat: Main Title Theme" – 1:56
2. "The Voice of Cheese" – 0:26
3. "Nine Types of Industrial Pollution" – 6:00
4. "Zolar Czakl" – 0:54
5. "Dog Breath, in the Year of the Plague" – 3:59
6. "The Legend of the Golden Arches" – 3:28
7. "Louie Louie (At the Royal Albert Hall in London)" (Richard Berry) – 2:19
8. "The Dog Breath Variations" – 1:48
9. "Sleeping in a Jar" – 0:50
10. "Our Bizarre Relationship" – 1:05
11. "The Uncle Meat Variations" – 4:46
12. "Electric Aunt Jemima" – 1:46
13. "Prelude to King Kong" – 3:38
14. "God Bless America" (Irving Berlin) – 1:10
15. "A Pound for a Brown on the Bus" – 1:29
16. "Ian Underwood Whips It Out" – 5:05
17. "Mr. Green Genes" – 3:14
18. "We Can Shoot You" – 2:03
19. "If We'd All Been Living in California..." – 1:14
20. "The Air" – 2:57
21. "Project X" – 4:48
22. "Cruisin' for Burgers" – 2:18

#### Disk dva
1. "Uncle Meat Film Excerpt, Pt. 1" – 37:34
2. "Tengo Na Minchia Tanta" – 3:46
3. "Uncle Meat Film Excerpt, Pt. 2" – 3:50
4. "King Kong Itself" – 0:49
5. "King Kong II" – 1:21
6. "King Kong III" – 1:44
7. "King Kong IV" – 6:17
8. "King Kong V" – 0:34
9. "King Kong VI" – 7:24

## Izvođači

### Glazbenici
- Frank Zappa – gitara, udaraljke, vokal
- Jimmy Carl Black – udaraljke, bubnjevi
- Ray Collins – vokal
- Roy Estrada – bas-gitara, vokal
- Bunk Gardner – klarinet, flauta, bas klarinet, pikolo, alt saksofon, soprano saksofon, tenor saksofon
- Ruth Komanoff – marimba, vibrator
- Billy Mundi – bubnjevi
- Don Preston – električni klavir
- Euclid James Sherwood – tenor saksofon, dajre, govor, koreografija
- Art Tripp – udaraljke, zvona, bubnjevi, marimba, ksilofon, timpani, vibrafon, zvečke
- Ian Underwood – klarinet, flauta, klavir, orgulje, harfa, alt saksofon, bariton saksofon, električne orgulje
- Nelcy Walker – sopran vokal
- Pamela Zarubica kao Suzy Creamcheese

### Produkcija
- Frank Zappa – producent
- Jesper Hansen – Aranžer
- Euclid James Sherwood – tehnička podrška
- Art Tripp – savjetnik
- Cal Schenkel – dizajn projekta
- Euclid James Sherwood – koreografija
- Roy Estrada – pomoć u dizajnu
- Ian Underwood – prijepis, odnosi s javnošću, asistencija

## Top lista
Album - Billboard (Sjeverna Amerika)
| Godina | Top lista  | Mjesto |
| ------ | ---------- | ------ |
| 1969   | Pop Albums | 43     |

## Vanjske poveznice
- Detalji albuma na Lyricsu
- Informacije o izlasku albuma